# Kim Keon-hee
Kim Keon-hee (Hangul: 김건희; Hanja: 金建希) (Yangpyeong, 2 september 1972) is een zakenvrouw en de echtgenote van de 13e president van Zuid-Korea Yoon Suk-yeol. Zij is de huidige CEO en president van Convana Contents, een bureau dat kunsttentoonstellingen organiseert.

## Levensloop
Kim werd geboren in Yangpyeong in de provincie Gyeonggi-do in het noordwesten van Zuid-Korea. Ze zat op een openbare middelbare school voor meisjes voordat ze afstudeerde aan de Kyonggi Universiteit met een kunstdiploma.

## Carrière
In 2009 richtte Kim Covana Contents op, een bedrijf gespecialiseerd in kunsttentoonstellingen, dat zij sindsdien bestuurt. Covana Contents werd verdacht van het aannemen van steekpenningen in ruil voor het organiseren van kunsttentoonstellingen, maar het Openbaar Ministerie zag in 2023 af van vervolging wegens gebrek aan bewijs. In 2012, 2013 en 2015 werd beslag gelegd op een appartement van Kim en haar echtgenoot vanwege een belastingschuld.
In 2021 kwamen er berichten naar buiten dat Kim haar cv had opgeblazen met connecties aan de New York University Stern School of Business. In een persconferentie bood ze later publiekelijk haar excuses aan en beloofde ze zich alleen "te concentreren op haar rol als Yoons echtgenote, zelfs als Yoon verkozen wordt." Na haar belofte nam Yoon de afschaffing van het kabinet van de first lady als onderdeel van het kabinet van de president in zijn campagne op.
Eind 2021 kondigden officieren van justitie aan een strafrechtelijk onderzoek naar Kim in te stellen op grond van vermeende corruptie met betrekking tot beursmanipulatie.

## Persoonlijk
Kim trouwde in 2012 met Yoon Suk-yeol. Op 10 maart 2022, toen het nieuws van de winst van de presidentiële verkiezingen van haar man bekend werd gemaakt, zei Kim dat ze de term presidentiële echtgenote liever als titel heeft dan de traditionele titel van first lady.